# Fosso

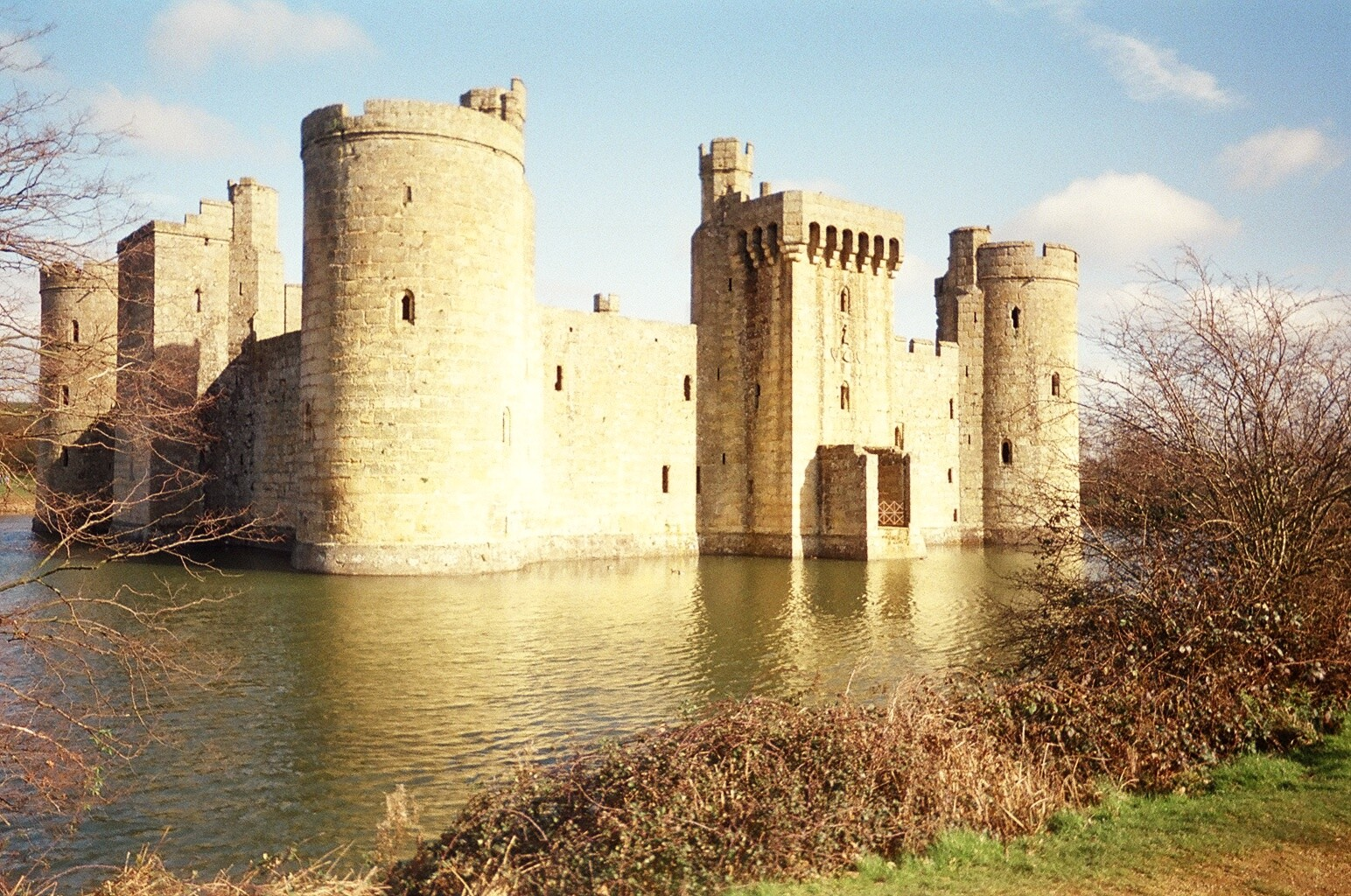
Castelo de Bodiam

Um fosso (do latim fossum), em arquitetura militar medieval, é uma escavação profunda e regular, destinada a impedir ou dificultar o acesso do agressor à linha de defesa de uma fortificação. A terra, retirada durante a sua escavação, pode ser utilizada para erguer muros de defesa (reparos). Conforme o tipo de seu preenchimento pode ser "seco" ou "molhado".
Do ponto de vista histórico, os fossos eram ou a principal ou uma das principais defesas da praça fortificada. O Conde Pagan punha o fosso como um dos quatro elementos principais em que consistia a defesa de uma praça, que segundo ele eram “gente, reparos, artilharia e fossos”. O mesmo sentido da importância do fosso é encontrado em Luís Serrão Pimentel. O tenente-general Diogo da Silveira Veloso afirma “de tal modo que nenhuma fortaleza ainda que no resto seja perfeitamente formada pode ter tal nome nem chamar-se sítio posto em defesa se lhe faltar o fosso”.

## Razões
Faziam-se os fossos pelas seguintes razões:
1. Para impedir a chegada de torres de cerco à suas muralhas;
2. Para que as muralhas ficassem mais altas sem as elevar muito sobre o nível da campanha;
3. Havendo desmantelado, o inimigo, as defesas altas da praça, não podia passar o fosso sem vencer os obstáculos das defesas que neles se faziam;
4. Eram necessários para realizar as sortidas, para receber socorros, pois ambas não se faziam somente pelas pontes, para serem mais secretas e ocultas, muitas vezes convinha que alguns elementos da guarnição saíssem ou entrassem pelo fosso;
5. Os derrubes feitos pela bateria inimiga, na cortina, não permitiam uma fácil subida, porque o entulho não caía num plano perto da brecha, mas num plano que devido à profundidade do solo no fosso ficava mais longe e impedia o livro acesso à altura da muralha;
6. Não havendo fosso, o inimigo descobria toda a muralha e podia fazer a bateria na parte mais inferior, ficando pela área que tivesse ruído, mais fácil a subida para ele;
7. Uma das funções mais importantes do fosso era dificultar o processo das minas. O inimigo necessitava de descer mais abaixo, com maior trabalho e mais uso de tempo, tanto mais quanto mais profundo fosse o fosso;
8. Era, ainda, preciso fazer-se o fosso para obter terra para a fazer o reparo, porque aquela a ser transportada de longe aumentavam os custos da obra.

## Galeria

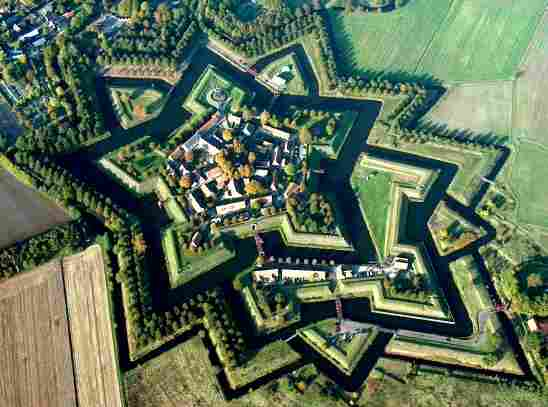
Fortaleza Bourtange, nos Países Baixos, com vários fossos inundáveis.
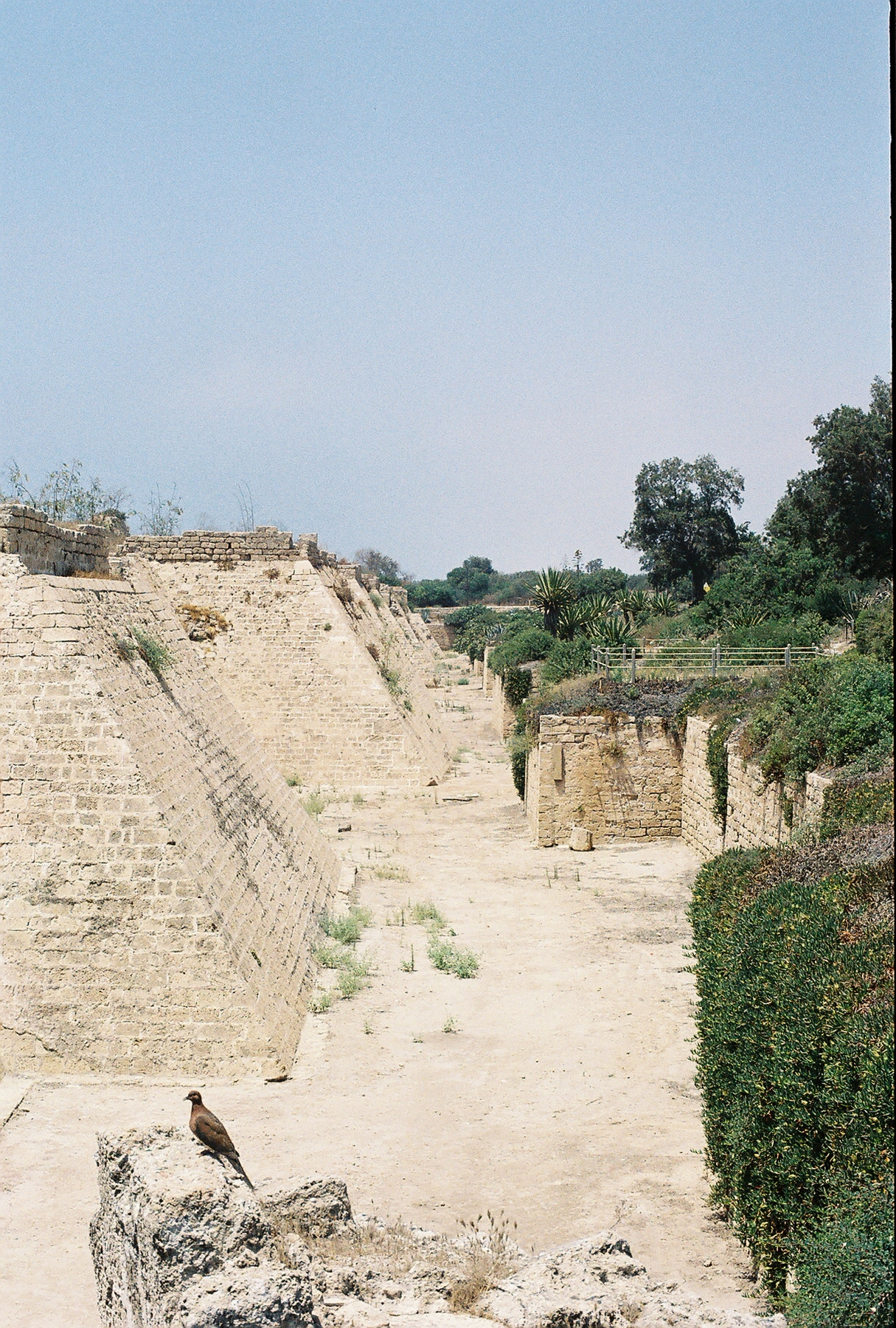
Fosso seco em Cesareia Marítima, Israel.
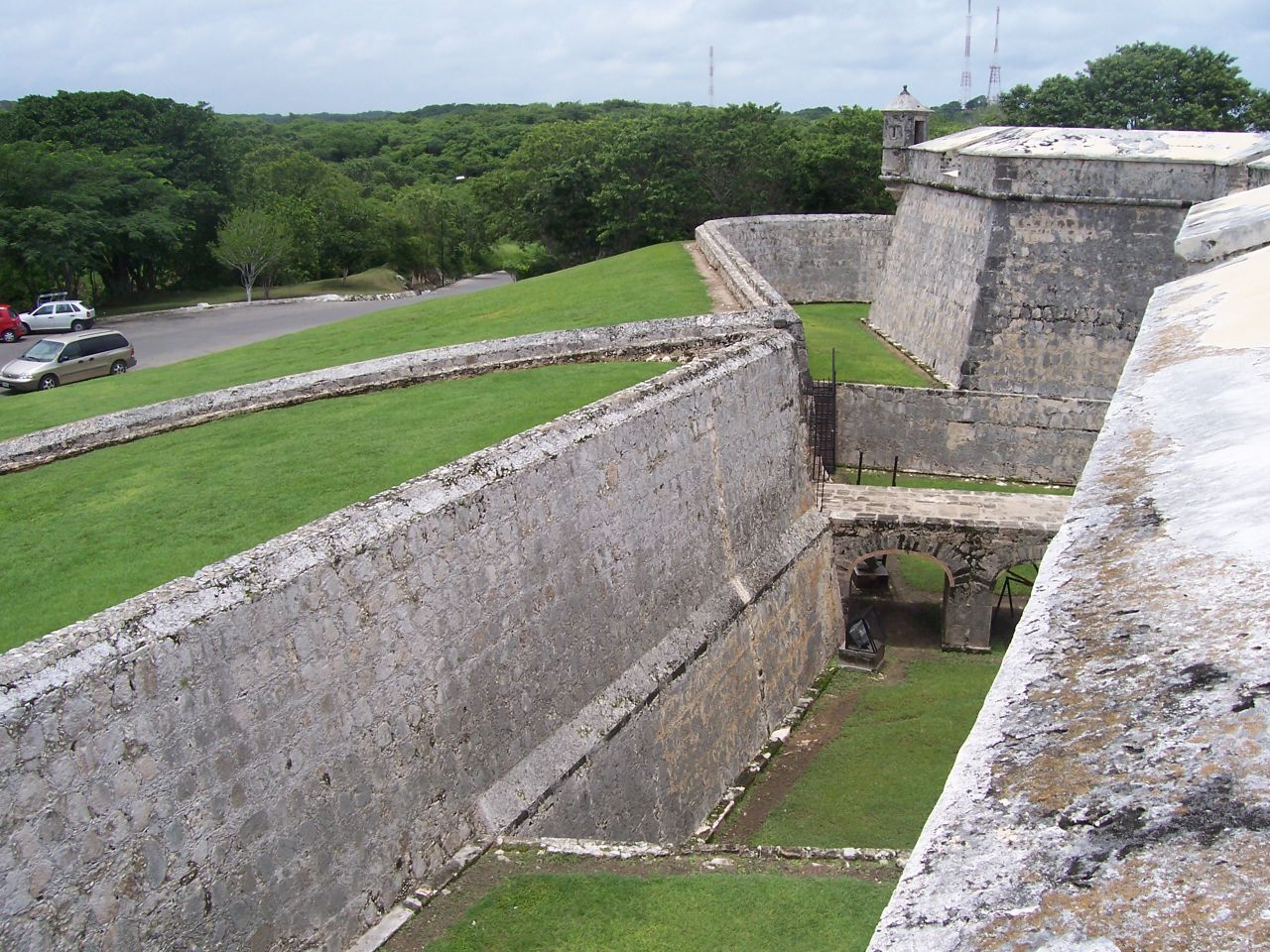
Fosso em Campeche, México.